# Nakapiripirit
Nakapiripirit egy kisváros Uganda Északi-Régiójában, a kenyai határ közelében. Földrajzilag inkább a keleti részhez sorolható. Itt található a róla elnevezett megye közigazgatási és adminisztratív központja.

## Elhelyezkedése
Nakapiripirit 123 kilométerre fekszik a környék legnagyobb városától, Mbalétől, és 360 kilométerre pedig az ország fővárosától, Kampalától.

## Népesség
A 2002-es népszámláláskor a városnak 1 640 lakosa volt. 2010-ben az Ugandai Statisztikai Hivatal felmérésében 2 600-ra, egy évvel későbbi felmérésben 2 800-ra becsülték a népességet.